# يناير 2009
يناير 2009 هو الشهر الأول من عام 2009. بدأ الشهر يوم الخميس، وانتهى يوم السبت بعد 31 يومًا.

## بوابة:أحداث جارية
| \| 1 يناير 2009 (الخميس) \| عدل \| تاريخ \| راقب \| تصفح \| |     |       |      |      |
| - اغتيال نزار ريان القيادي في حماس في هجوم جوي إسرائيلي على منزله (رويترز) - مؤسسات الإغاثة الدولية التي تعمل في قطاع غزة تعلن إن من المستحيل مواصلة نشاطها في ظل الغارات الإسرائيلية على القطاع (بي بي سي) - الحكومة العراقية تتسلم السيطرة على المنطقة الخضراء من القوات متعددة الجنسيات وذلك بموجب الاتفاق الأمني الموقع بين بغداد وواشنطن (بي بي سي) |     |       |      |      |
| 1 يناير 2009 (الخميس) | عدل | تاريخ | راقب | تصفح |

| 1 يناير 2009 (الخميس) | عدل | تاريخ | راقب | تصفح |

| \| 2 يناير 2009 (الجمعة) \| عدل \| تاريخ \| راقب \| تصفح \| |     |       |      |      |
| - رئيس المكتب السياسي لحركة حماس خالد مشعل يقول أن حماس مستعدة لمقاومة أي غزو بري إسرائيلي على قطاع غزة (رويترز) - الحكومة الفلسطينية المقالة تعلن أن 67 جريحاً فقط مروا بمعبر رفح للعلاج في الخارج وتقول أن المعبر يشهد تباطؤاً في إدخال المساعدات الطبية للقطاع بسبب عدة معوقات (الجزيرة) - في اليوم السابع للعدوان على غزة استهداف منازل قياديي حماس والمقاومة ترد بالصواريخ (الجزيرة) - تل أبيب تجهز الملاجئ تحسباً لصواريخ المقاومة الفلسطينية (الجزيرة) |     |       |      |      |
| 2 يناير 2009 (الجمعة) | عدل | تاريخ | راقب | تصفح |

| 2 يناير 2009 (الجمعة) | عدل | تاريخ | راقب | تصفح |

| \| 3 يناير 2009 (السبت) \| عدل \| تاريخ \| راقب \| تصفح \| |     |       |      |      |
| - إسرائيل تبدأ غزوها البري لغزة وأنباء عن سقوط جنود لها وباراك يحذر حزب الله من التدخل (العربية) - العملية العسكرية الإسرائيلية في غزة تدخل يومها الثامن والحصيلة تشير إلى مقتل 441 فلسطينياً بينهم 75 طفلاً و21 امرأة وجرح أكثر من 2200 آخرين (بي بي سي) - الأمين العام للأمم المتحدة بان كي مون (في الصورة) يحث قادة الدول الكبرى على تكثيف الجهود للتوصل إلى هدنة بين حركة حماس وإسرائيل ويعرب عن رغبته في وجود مراقبين دوليين لتطبيق الهدنة على الأرض (بي بي سي) |     |       |      |      |
| 3 يناير 2009 (السبت) | عدل | تاريخ | راقب | تصفح |

| 3 يناير 2009 (السبت) | عدل | تاريخ | راقب | تصفح |

| \| 4 يناير 2009 (الأحد) \| عدل \| تاريخ \| راقب \| تصفح \| |     |       |      |      |
| - مجلس الأمن يفشل في الاتفاق على نص يدعو إلى وقف العمليات القتالية على غزة ورئاسة الاتحاد الأوروبي تنتقد الهجوم البري الإسرائيلي (العربية) - هجوم انتحاري في الكاظمية بالعراق يؤدي إلى مقتل 38 شخصاً واصابة أكثر من 55 بجراح (بي بي سي) - الرئيس الإسرائيلي شيمون بيريس يرفض وقف إطلاق النار ويقول إن هدف بلاده ليس احتلال غزة ولا سحق حماس إنما سحق الإرهاب (رويترز) - مصادر عسكرية إسرائيلية تعلن إن مزيداً من الجرحى من الجنود سقطوا خلال العملية البرية التي يتعرض لها قطاع غزة منذة الماضية (الجزيرة) |     |       |      |      |
| 4 يناير 2009 (الأحد) | عدل | تاريخ | راقب | تصفح |

| 4 يناير 2009 (الأحد) | عدل | تاريخ | راقب | تصفح |

| \| 5 يناير 2009 (الإثنين) \| عدل \| تاريخ \| راقب \| تصفح \| |     |       |      |      |
| - وزير الدفاع الإسرائيلي إيهود باراك (في الصورة) يعلن أمام الكنيست إن الجيش الإسرائيلي سيواصل العملية العسكرية التي بدأها على قطاع غزة حتى يتم تأمين الاستقرار والسلام بالنسبة للمدنيين الإسرائيليين (بي بي سي) - جهود دبلوماسية مكثفة لوقف القتال في غزة (بي بي سي) - تسيبي ليفني: عملية غزة غيرت معادلة توازن القوى في منطقة الشرق الأوسط بإضعاف حركة حماس وحماس ترد بأن إطلاق الصواريخ باتجاه المناطق الإسرائيلية لن يتوقف-(سي إن إن) - أمير دولة قطر يجدد الدعوة إلى عقد قمة عربية طارئة لاتخاذ موقف من العمليات العسكرية الإسرائيلية ضد غزة-(سي إن إن) |     |       |      |      |
| 5 يناير 2009 (الإثنين) | عدل | تاريخ | راقب | تصفح |

| 5 يناير 2009 (الإثنين) | عدل | تاريخ | راقب | تصفح |

| \| 6 يناير 2009 (الثلاثاء) \| عدل \| تاريخ \| راقب \| تصفح \| |     |       |      |      |
| - قصف إسرائيلي على مدرسة تابعة للأونروا في مخيم جباليا يسفر عن مقتل 44 فلسطيني على الأقل (بي بي سي) - مشاورات في مجلس الأمن بين ممثلي المجموعة العربية ووزيرة الخارجية الأمريكية في إطار مساعي للتوصل إلى وقف لإطلاق النار في قطاع غزة (بي بي سي) - الرئيس الفرنسي نيكولا ساركوزي يجري محادثات في شرم الشيخ مع الرئيس المصري حسني مبارك وذلك للمرة الثانية خلال جولته في المنطقة لبحث الأوضاع في قطاع غزة (بي بي سي) - الرئيس الأمريكي المنتخب باراك أوباما يقول إنه يتابع الوضع في غزة لكنه لا يعتزم التدخل بوجود الإدارة الحالية التي تتولى الحكم (بي بي سي) - الهند تتهم أجهزة رسمية باكستانية بالتورط في هجمات مومباي (رويترز) - الشيخة حسينة واجد تؤدي اليمين كرئيسة لوزراء بنغلاديش منهية عامين من حكم إدارة مؤقتة يدعمها الجيش (رويترز) |     |       |      |      |
| 6 يناير 2009 (الثلاثاء) | عدل | تاريخ | راقب | تصفح |

| 6 يناير 2009 (الثلاثاء) | عدل | تاريخ | راقب | تصفح |

| \| 7 يناير 2009 (الأربعاء) \| عدل \| تاريخ \| راقب \| تصفح \| |     |       |      |      |
| - ارتفاع عدد ضحايا الهجوم الإسرائيلي إلى أكثر من 700 قتيل و3100 جريح وإسرائيل تنذر 110 ألف فلسطيني في رفح بإخلائها تمهيداً لقصفها (العربية) - بعاشوراء لبنان نصر الله يدعو إلى استلهام روح الحسين بمعركة غزة ويقول أن لبنان مفتوح على كل الاحتمالات (العربية) - الظواهري: الهجوم على غزة هدية أوباما للفلسطينيين (بي بي سي) |     |       |      |      |
| 7 يناير 2009 (الأربعاء) | عدل | تاريخ | راقب | تصفح |

| 7 يناير 2009 (الأربعاء) | عدل | تاريخ | راقب | تصفح |

| \| 8 يناير 2009 (الخميس) \| عدل \| تاريخ \| راقب \| تصفح \| |     |       |      |      |
| - إطلاق 5 صواريخ كاتيوشا من جنوب لبنان باتجاه إسرائيل التي واجهتها بالرد وحزب الله ينفي إطلاقة للصواريخ وإسرائيل تتهم عناصر فلسطينية تريد جر لبنان إلى تصعيد والحكومة اللبنانية تستنكر الواقعه والرد الإسرائيلي عليها (العربية) - تجدد القصف على غزة وارتفاع عدد القتلى الفلسطينيين إلى 763 بعد العثور على 55 جثة بيوت في بيوت شرق الزيتون والتي كانت السلطات الإسرائيلية تمنع الوصول إليها منذ دخول القوات البرية إلى القطاع (بي بي سي) - فصائل فلسطينية في دمشق ترفض المبادرة المصرية ومباحثات في القاهرة مع مبعوث الحكومة الإسرائيلية حول تفاصيل المبادرة ومجلس الأمن يخفق في التوصل لقرار حول الأزمة (بي بي سي) |     |       |      |      |
| 8 يناير 2009 (الخميس) | عدل | تاريخ | راقب | تصفح |

| 8 يناير 2009 (الخميس) | عدل | تاريخ | راقب | تصفح |

| \| 9 يناير 2009 (الجمعة) \| عدل \| تاريخ \| راقب \| تصفح \| |     |       |      |      |
| - مجلس الأمن الدولي يتبنى القرار 1860 الداعي إلى وقف فوري لإطلاق النار في قطاع غزة يليه انسحاب كامل للقوات الإسرائيلية (بي بي سي) - تصعيد في غزة بعد رفض إسرائيل وحماس وقف إطلاق النار (بي بي سي) - اللجنة الدولية لحقوق الإنسان التابعة للأمم المتحدة تدعو إلى اجراء تحقيق دول مستقل في أي انتهاك للقانون الدولي يتم ارتكابه في قطاع غزة (بي بي سي) |     |       |      |      |
| 9 يناير 2009 (الجمعة) | عدل | تاريخ | راقب | تصفح |

| 9 يناير 2009 (الجمعة) | عدل | تاريخ | راقب | تصفح |

| \| 10 يناير 2009 (السبت) \| عدل \| تاريخ \| راقب \| تصفح \| |     |       |      |      |
| - مع استمرار صواريخ حماس في ضربها إسرائيل تواصل ضرباتها على غزة وتنذر السكان بقرب تصعيد عملياتها (العربية) - الرئيس الفلسطيني محمود عباس (في الصورة) يطالب حماس باتفاق عاجل مع القاهرة حول المبادرة المصرية ووزيرة الخارجية الإسرائيلية تسيبي ليفني ترفض إعطاء إطار زمني للهجوم الإسرائيلي على غزة (العربية) - نائب الرئيس الأمريكي المنتخب جو بايدن يصل إلى أفغانستان للإطلاع على الأوضاع هناك (بي بي سي) - مجلس النواب بولاية إلينوي الأمريكية يصوت بعزل حاكم الولاية رود بلاجويفيتش على خلفية إتهامه بعرض مقعد مجلس الشيوخ الأمريكي الذي خلا بفوز باراك أوباما بانتخابات الرئاسة الأمريكية للبيع لأي شخص يعرض أعلى سعر (بي بي سي) |     |       |      |      |
| 10 يناير 2009 (السبت) | عدل | تاريخ | راقب | تصفح |

| 10 يناير 2009 (السبت) | عدل | تاريخ | راقب | تصفح |

| \| 11 يناير 2009 (الأحد) \| عدل \| تاريخ \| راقب \| تصفح \| |     |       |      |      |
| - إصابة شرطيين مصريين جراء قصف إسرائيلي على على الشريط الحدودي الموازي لمعبر رفح للقضاء على أنفاق التهريب (بي بي سي) - وزارة الدفاع الإسرائيلية تعلن أن التحقيق الذي أجراه الجيش بشأن قصف مدرسة الأونروا التابعة للأمم المتحدة أوضح أن قذيفة هاون سقطت خطأ بجوار المدرسة مما أدى إلى مقتل العشرات (بي بي سي) - الكتل السنية في البرلمان العراقي تفشل في الاتفاق على مرشح لرئاسة البرلمان الذي شغر باستقالة رئيسه السابق محمود المشهداني (بي بي سي) |     |       |      |      |
| 11 يناير 2009 (الأحد) | عدل | تاريخ | راقب | تصفح |

| 11 يناير 2009 (الأحد) | عدل | تاريخ | راقب | تصفح |

| \| 12 يناير 2009 (الإثنين) \| عدل \| تاريخ \| راقب \| تصفح \| |     |       |      |      |
| - أمين عام الأمم المتحدة بان كي مون يتوجه إلى الشرق الأوسط للضغط على الإسرائيليين لإنهاء الهجوم الإسرائيلي المستمر على قطاع غزة من أواخر عام 2008. (رويترز) - الصليب الأحمر يعلن أن غزة ليست مكاناً للمدنيين وإنهم في وضع خطر. (رويترز) - مبعوث اللجنة الرباعية الدولية إلى الشرق الأوسط توني بلير (في الصورة) يأمل في الوصول إلى وقف لإطلاق النار في غزة خلال الأيام المقبلة. (بي بي سي) - جورج دبليو بوش يحذر خلفه باراك أوباما من احتمال تعرض الولايات المتحدة لاعتداء. (بي بي سي) |     |       |      |      |
| 12 يناير 2009 (الإثنين) | عدل | تاريخ | راقب | تصفح |

| 12 يناير 2009 (الإثنين) | عدل | تاريخ | راقب | تصفح |

| \| 13 يناير 2009 (الثلاثاء) \| عدل \| تاريخ \| راقب \| تصفح \| |     |       |      |      |
| - إسرائيل تكثف من ضرباتها على غزة جواً وتستبعد الهجوم الشامل براً والأردن ينفي إطلاق النار من أراضيه باتجاه إسرائيل (العربية) - حماس تقول إن هناك فرصة لقبول المبادرة المصرية وحصد نتائج سياسية لصمود غزة (العربية) - السعودية ومصر تتفقان على بحث أزمة غزة في قمة الكويت وذلك عقب اجتماع بين العاهل السعودي ومبارك بالرياض ونواب إسلاميون كويتيون في البرلمان يعتبرون عباس غير مرحب به في بلدهم (العربية) - هيلاري كلينتون (في الصورة) من أمام لجنة الشئون الخارجية بمجلس الشيوخ للمصادقة على تعيينها وزيرة للخارجية الأمريكية تقول إن على الولايات المتحدة أن تدعم أمن إسرائيل لكنها في نفس الوقت يجب أن تعترف بتطلعات الشعب الفلسطيني (بي بي سي) - روسيا تتهم أوكرانيا بمنع وصول الغاز الروسي إلى دول أوروبا (بي بي سي) - وفاة الموسيقار اللبناني منصور الرحباني (بي بي سي) |     |       |      |      |
| 13 يناير 2009 (الثلاثاء) | عدل | تاريخ | راقب | تصفح |

| 13 يناير 2009 (الثلاثاء) | عدل | تاريخ | راقب | تصفح |

| \| 14 يناير 2009 (الأربعاء) \| عدل \| تاريخ \| راقب \| تصفح \| |     |       |      |      |
| - حركة حماس تقر المبادرة المصرية لوقف إطلاق النار في غزة والقاهرة تنتظر رد إسرائيل (العربية) - إسرائيل تقصف جنوب لبنان بالمدفعية بعد سقوط صواريخ على شمالها مع تحليق كثيف للطيران الإسرائيلي (العربية) - السعودية تدعو دول الخليج إلى قمة بشأن الوضع في قطاع غزة غداً (رويترز) - جامعة الدول العربية تعلن أن النصاب القانوني لعقد قمة طارئة لبحث الوضع في قطاع غزة بناء على دعوة قطرية لم يكتمل (بي بي سي) - البنتاغون تقول في تقرير جديد حول العراق إن إيران ما زالت ذات نفوذ واسعة في العراق وإنها تدعم مجموعات مسلحة وتسعى للتأثير على السياسة الداخلية فيه (بي بي سي) |     |       |      |      |
| 14 يناير 2009 (الأربعاء) | عدل | تاريخ | راقب | تصفح |

| 14 يناير 2009 (الأربعاء) | عدل | تاريخ | راقب | تصفح |

| \| 15 يناير 2009 (الخميس) \| عدل \| تاريخ \| راقب \| تصفح \| |     |       |      |      |
| - سلاح الجو الإسرائيلي يغتال القيادي في حماس سعيد صيام بعد تعرض قطاع غزة لأعنف قصف منذ بدأ الحرب على القطاع (العربية) - إسرائيل تؤكد أنها لم تتخذ بعد قرار بشأن المبادرة المصرية حول غزة بينما مصدر مصري يعلن تجاوب تل أبيب مع الحاجة لمزيد من المفاوضات (العربية) - حركة حماس تعرض هدنة لمدة عام إذا إنسحبت إسرائيل من القطاع خلال أسبوع (رويترز) - أحمدي نجاد يطالب الولايات المتحدة بتغيير موقفها مع تسلم الرئيس الجديد أوباما ويؤيد حظر نفطي بسبب الأحداث في غزة (رويترز) - الجمعية العامة للأمم المتحدة تطالب إسرائيل بوقف المذبحة بقطاع غزة (الجزيرة) |     |       |      |      |
| 15 يناير 2009 (الخميس) | عدل | تاريخ | راقب | تصفح |

| 15 يناير 2009 (الخميس) | عدل | تاريخ | راقب | تصفح |

| \| 16 يناير 2009 (الجمعة) \| عدل \| تاريخ \| راقب \| تصفح \| |     |       |      |      |
| - إجتماعات عربية في قطر والكويت لبحث الهجوم الإسرائيلي على غزة وروسيا تدعو سوريا وإيران للضغط على حماس لقبول المبادرة المصرية (العربية) - كوندوليزا رايس (في الصورة) وتسيبي ليفني توقعان اتفاقاً لمنع تهريب الأسلحة إلى قطاع غزة وإسرائيل ترجح الإعلان عن وقف القتال في غزة من طرف واحد (العربية) |     |       |      |      |
| 16 يناير 2009 (الجمعة) | عدل | تاريخ | راقب | تصفح |

| 16 يناير 2009 (الجمعة) | عدل | تاريخ | راقب | تصفح |

| \| 17 يناير 2009 (السبت) \| عدل \| تاريخ \| راقب \| تصفح \| |     |       |      |      |
| - رئيس الوزراء الإسرائيلي إيهود أولمرت يعلن وقف إطلاق النار من جانب واحد في قطاع غزة بدءً من الساعة الثانية بعد منتصف الليل بالتوقيت المحلي وحماس تعلن مواصلتها القتال طالما بقي جنود إسرائيليون في القطاع-(سي إن إن) - إسرائيل تقصف مدرسة للأونروا في بيت لاهيا وتواصل قصفها الجوي المدفعي المكثف لأنحاء قطاع غزة (بي بي سي) - وزير الخارجية المصري أحمد أبو الغيط يقول أن مصر غير ملزمة بالاتفاق الأمريكي - الإسرائيلي بشأن وقف تهريب الأسلحة إلى غزة (بي بي سي) - مصر تدعو قادة العالم لإجراء محادثات بشأن الأحداث في قطاع غزة (رويترز) - مجلس الأمن الدولي يتبنى قرار مبدئي بإرسال قوات حفظ سلام دولية إلى الصومال (بي بي سي) - منتخب عمان يتوج بطلاً لكأس الخليج لأول مرة بعد فوزه على السعودية بركلات الترجيح (رويترز) |     |       |      |      |
| 17 يناير 2009 (السبت) | عدل | تاريخ | راقب | تصفح |

| 17 يناير 2009 (السبت) | عدل | تاريخ | راقب | تصفح |

| \| 18 يناير 2009 (الأحد) \| عدل \| تاريخ \| راقب \| تصفح \| |     |       |      |      |
| - حركة حماس والفصائل الفلسطينية يعلنون وقفاً فورياً للنار وإسرائيل تبدأ إنسحاباً تدريجياً من قطاع غزة (العربية) - قمة شرم الشيخ الدولية تدعو إلى تعزيز الهدنة في قطاع غزة (بي بي سي) - الزعماء العرب يتوافدون على الكويت لحضور القمة الاقتصادية الأولى من نوعها (بي بي سي) - قطر تطلب من إسرائيل إغلاق مكتبها التجاري في الدوحة وتمهلهم إسبوع للمغادرة (بي بي سي) |     |       |      |      |
| 18 يناير 2009 (الأحد) | عدل | تاريخ | راقب | تصفح |

| 18 يناير 2009 (الأحد) | عدل | تاريخ | راقب | تصفح |

| \| 19 يناير 2009 (الإثنين) \| عدل \| تاريخ \| راقب \| تصفح \| |     |       |      |      |
| - إسرائيل تقول أن انسحاب القوات الإسرائيلية من غزة سيكتمل في غضون أيام-(سي إن إن) - أمير الكويت الشيخ صباح الأحمد الصباح يفتتح القمة العربية الاقتصادية والتنموية والاجتماعية ويعلن عن مبادرة تنموية عربية لصالح غزة ولقاءات مصالحة بين السعودية وسوريا ومصر وقطر على هامش القمة (بي بي سي) - منظمة العفو الدولية تعلن أن هناك أدلة على ارتكاب جرائم حرب في غزة (بي بي سي) - بان كي مون يزور قطاع غزة الثلاثاء وتسيبي ليفني تؤكد في إتصال مع الأمين العام على ضرورة ألا تكون جهود المجتمع الدولي لإعادة بناء غزة ومساعدة سكانها وسيلة لمنح شرعية لحركة حماس (بي بي سي) - البرلمان العراقي يرجئ انتخاب رئيسه الجديد لحين انتهاء انتخابات المحافظات نتيجة لخلافات حول من يجب ترشيحه للمنصب الشاغر (بي بي سي) - الأمريكيون يحيون ذكرى زعيم حركة الحقوق المدنية مارتن لوثر كينغ قبل يوم واحد من تنصيب الرئيس الأمريكي المنتخب باراك أوباما (بي بي سي) |     |       |      |      |
| 19 يناير 2009 (الإثنين) | عدل | تاريخ | راقب | تصفح |

| 19 يناير 2009 (الإثنين) | عدل | تاريخ | راقب | تصفح |

| \| 20 يناير 2009 (الثلاثاء) \| عدل \| تاريخ \| راقب \| تصفح \| |     |       |      |      |
| - باراك أوباما (في الصورة) يتولى رئاسة الولايات المتحدة الأمريكية ويؤدي القسم بحضور مليوني شخص ويقول إنه مستعد لقيادة العالم ويعد المسلمين ببداية جديدة (العربية) - القادة العرب في ختام قمة الكويت الاقتصادية يدينون إسرائيل ويكلفون وزراء الخارجية والأمين العامة لجامعة الدول العربية عمرو موسى لمتابعة جهود المصالحة الوطنية الفلسطينية (العربية) - بان كي مون يعرب عن صدمته من الدمار في الذي سببته الهجمات الإسرائيلية على قطاع غزة ويوجه انتقاد لاذع للقصف الصاروخي الذي نفذه مقاتلون فلسطينيون على البلدات الإسرائيلية الجنوبية (بي بي سي) - الوكالة الدولية للطاقة الذرية تقول إنها ستنظر في الإتهام الذي وجهه السفراء العرب لإسرائيل باستخدام اليورانيوم الناضب أثناء الهجوم الذي شنته على قطاع غزة (بي بي سي) |     |       |      |      |
| 20 يناير 2009 (الثلاثاء) | عدل | تاريخ | راقب | تصفح |

| 20 يناير 2009 (الثلاثاء) | عدل | تاريخ | راقب | تصفح |

| \| 21 يناير 2009 (الأربعاء) \| عدل \| تاريخ \| راقب \| تصفح \| |     |       |      |      |
| - أوباما وبعد ساعات من أدائه اليمين الدستورية يطلب وقف مؤقت لمحاكمات المشتبه بتورطهم في قضايا إرهابية التي تجرى في معتقل جوانتانامو (بي بي سي) - الجيش الإسرائيلي يعلن إنه سيفتح تحقيقاً في الإتهامات باستخدام الفسفور الأبيض بشكل غير مسموح به أثناء هجومه على غزة (بي بي سي) - خالد مشعل يشن هجوم عنيف على السلطة الوطنية الفلسطينية ويشبهها بحكومة فيشي ويحذر من تسليمها أموال إعادة إعمار قطاع غزة ويطالب العالم بمحاورة حركة حماس (العربية) |     |       |      |      |
| 21 يناير 2009 (الأربعاء) | عدل | تاريخ | راقب | تصفح |

| 21 يناير 2009 (الأربعاء) | عدل | تاريخ | راقب | تصفح |

| \| 22 يناير 2009 (الخميس) \| عدل \| تاريخ \| راقب \| تصفح \| |     |       |      |      |
| - وفد حماس للقاهرة الأحد لبحث التهدئة وجلعاد ينهي زيارته (الجزيرة) - زوارق إسرائيلية تخرق وقف النار وتصيب فلسطينيين بغزة (الجزيرة) - أوباما يوقع أمراً يقضى بإغلاق معتقل جوانتانامو في غضون عام واحد (بي بي سي) - ياسر عبد ربه يرد على خالد مشعل ويقول أن حركة حماس وسعت الإنقسام بين الفلسطينيين (رويترز) |     |       |      |      |
| 22 يناير 2009 (الخميس) | عدل | تاريخ | راقب | تصفح |

| 22 يناير 2009 (الخميس) | عدل | تاريخ | راقب | تصفح |

| \| 23 يناير 2009 (الجمعة) \| عدل \| تاريخ \| راقب \| تصفح \| |     |       |      |      |
| - باراك أوباما يدعو إسرائيل إلى فتح المعابر مع قطاع غزة للسماح بدخول المساعدات والسلع التجارية (بي بي سي) - المجلس العسكري الموريتاني الحاكم يعلن يوم 6 يونيو موعداً للانتخابات الرئاسية (رويترز) - هوغو تشافيز يرحب بالرئيس الأمريكي الجديد بعد توجيه إهانات له ويشيد بقراره إغلاق معتقل جوانتانامو بكوبا (رويترز) |     |       |      |      |
| 23 يناير 2009 (الجمعة) | عدل | تاريخ | راقب | تصفح |

| 23 يناير 2009 (الجمعة) | عدل | تاريخ | راقب | تصفح |

| \| 24 يناير 2009 (السبت) \| عدل \| تاريخ \| راقب \| تصفح \| |     |       |      |      |
| - الفصائل الفلسطينية تتوافد على القاهرة لبحث التهدئة والمعابر مع إسرائيل (الجزيرة) - إسرائيل تجدد رفضها للنداءات الدولية بفتح معابر قطاع غزة (الجزيرة) - تفجير انتحاري في العراق يقتل 5 من أفراد الشرطة (بي بي سي) - الجيش الأمريكي يعلن مقتل 15 مسلحاً من بينهم امرأة خلال عملية نفذها في أفغانستان (بي بي سي) |     |       |      |      |
| 24 يناير 2009 (السبت) | عدل | تاريخ | راقب | تصفح |

| 24 يناير 2009 (السبت) | عدل | تاريخ | راقب | تصفح |

| \| 25 يناير 2009 (الأحد) \| عدل \| تاريخ \| راقب \| تصفح \| |     |       |      |      |
| - مصر تخلي معبر رفح الحدودي مع غزة إستناداً إلى تقارير بأن من المحتمل أن توجه إسرائيل ضربة جوية للجانب الفلسطيني من الحدود (رويترز) - وفد من حماس يبحث مع رئيس المخابرات المصرية عمر سليمان تهدئة جديدة مع إسرائيل (رويترز) - ممثل حركة حماس في لبنان أسامة حمدان أن الإجراءات الأمنية الهادفة إلى منع الحركة من إعادة التسلح في غزة لن توقف تدفق الإسلحة إلى القطاع (رويترز) - رئيس الوزراء الإسرائيلي إيهود أولمرت يتعهد بتوفير الحماية القانونية للجنود والقادة الذين شاركوا في الحرب في غزة وذلك وسط تصاعد الدعوات الدولية لإجراء تحقيقات حول ارتكاب الجيش الإسرائيلي جرائم حرب في القطاع (بي بي سي) - البوليفيون يصوتون على دستور جديد يقول الرئيس ايفو موراليس إنه سيمكن السكان الاصليين من المساهمة الفعالة في تقرير مصير البلاد (بي بي سي) - سقوط آخر معاقل نمور التاميل بيد الجيش السريلانكي (بي بي سي) |     |       |      |      |
| 25 يناير 2009 (الأحد) | عدل | تاريخ | راقب | تصفح |

| 25 يناير 2009 (الأحد) | عدل | تاريخ | راقب | تصفح |

| \| 26 يناير 2009 (الإثنين) \| عدل \| تاريخ \| راقب \| تصفح \| |     |       |      |      |
| - حركة حماس وحركة فتح تعقدان محادثات مصالحة في مصر (رويترز) - العراق يعلن غلق حدوده وحظر سير المركبات خلال انتخابات المحافظات يوم السبت المقبل (رويترز) - الاتحاد الأوروبي يعلن استعداده للمساعدة في منع تهريب الأسلحة لغزة (رويترز) - تقارير تقول أن روسيا تعتزم بناء قاعدة في أبخازيا المنفصلة عن جورجيا (رويترز) |     |       |      |      |
| 26 يناير 2009 (الإثنين) | عدل | تاريخ | راقب | تصفح |

| 26 يناير 2009 (الإثنين) | عدل | تاريخ | راقب | تصفح |

| \| 27 يناير 2009 (الثلاثاء) \| عدل \| تاريخ \| راقب \| تصفح \| |     |       |      |      |
| - باراك أوباما في أول لقاء له بعد توليه السلطة يقول إنه يجب إحياء مفاوضات السلام وأن الولايات المتحدة تمد يد الصداقة للمسلمين ويؤكد على ضرورة التمييز بين المنظمات الإرهابية والإسلام (العربية) - بعد لقاء أوباما الأول إيران تتوقع تغييراً ملموساً في السياسة الأمريكية تجاهها (العربية) - لبنان: لا اتفاق خلال جلسة الحوار الوطني الرابعة (بي بي سي) - تفاؤل حذر من الأسد إزاء إدارة أوباما (بي بي سي) - الاتحاد الأوروبي يحمل حركة حماس المسؤولية عن الأزمة الإنسانية في قطاع غزة (بي بي سي) - وزيرة الخارجية الأمريكية هيلاري كلينتون تقول أن لإسرائيل حق الرد على الصواريخ التي تطلقها حركة حماس عليها (بي بي سي) - مصر تحذر الدول الأوروبية من إرسال سفن حربية إلى شواطئ غزة (بي بي سي) - موسوعة ويكيبيديا الإلكترونية تنوي إدخال تعديلات جذرية على طريقة تسييرها (بي بي سي) |     |       |      |      |
| 27 يناير 2009 (الثلاثاء) | عدل | تاريخ | راقب | تصفح |

| 27 يناير 2009 (الثلاثاء) | عدل | تاريخ | راقب | تصفح |

| \| 28 يناير 2009 (الأربعاء) \| عدل \| تاريخ \| راقب \| تصفح \| |     |       |      |      |
| - إسرائيل تضرب أنفاق غزة والمبعوث الأمريكي يسعى لدعم التهدئة (رويترز) - أفراد الشرطة والجيش العراقي يبدأون التصويت في انتخابات مجالس المحافظات بالعراق (رويترز) - الرئيس الإيراني أحمدي نجاد يرحب بتغير السياسة الخارجية الأمريكية تجاه إيران لكنه طالب باعتذار عن الجرائم الأمريكية التي إرتكبت ضد بلاده (بي بي سي) |     |       |      |      |
| 28 يناير 2009 (الأربعاء) | عدل | تاريخ | راقب | تصفح |

| 28 يناير 2009 (الأربعاء) | عدل | تاريخ | راقب | تصفح |

| \| 29 يناير 2009 (الخميس) \| عدل \| تاريخ \| راقب \| تصفح \| |     |       |      |      |
| - رئيس الوزراء التركي رجب طيب أردوغان (في الصورة) ينسحب من جلسة بالمنتدى الاقتصادي العالمي بعد أن قال الرئيس الإسرائيلي شيمون بيريز ما الذي سيفعله أردوغان لو أن الصواريخ أطلقت على إسطنبول كل ليلة (رويترز) - الولايات المتحدة تقول أن فتح حدود قطاع غزة سيكبح تهريب الأسلحة (رويترز) - مقتل ثلاثة مرشحين قبل التصويت في انتخابات مجالس المحافظات العراقية (رويترز) - أيهود باراك يهاجم بشدة رفع دعوى ضد مسؤولين إسرائيليين بإسبانيا والقاضي الإسباني يلمح إلى إمكانية أن تصل التهم إلى جريمة إبادة (العربية) - الأمم المتحدة تطلق نداءً لجمع 613 مليون دولار لإغاثة الفلسطينيين في قطاع غزة الذين تضررو من الهجمات الإسرائيلية (بي بي سي) - أمين عام حزب الله حسن نصر الله يقول إنه لا يرى فرقاً بين الرئيسين الأمريكيين الحالي باراك أوباما وسلفه جورج بوش عندما يتعلق الأمر بإسرائيل (بي بي سي) - نصب لحذاء عملاق في تكريت تكريماً لمنتظر الزيدي (بي بي سي) |     |       |      |      |
| 29 يناير 2009 (الخميس) | عدل | تاريخ | راقب | تصفح |

| 29 يناير 2009 (الخميس) | عدل | تاريخ | راقب | تصفح |

| \| 30 يناير 2009 (الجمعة) \| عدل \| تاريخ \| راقب \| تصفح \| |     |       |      |      |
| - إسرائيل تقرر القيام بعمليات محددة في قطاع غزة ضد حركة حماس رداً على عملية كيسوفيم التي أدت إلى مقتل جندي وإصابة ثلاثه (العربية) - العراق يغلق حدوده وبغداد تحت الحظر استعداداً للانتخابات المحلية (العربية) - إسبانيا تستعد لإلغاء قانون يسمح بمقاضاة مسؤولين إسرائيليين وذلك عقب اتصال هاتفي بين ليفني وموراتينوس (العربية) - القاهرة ترد بشدة على هجوم نصر الله وتتهمه بالعمالة لإيران بعدما اتهم النظام المصري بالكذب على العرب والمسلمين بشأن فتح معبر رفح (العربية) - رئيس الوزراء التركي رجب طيب أردوغان يتلقى استقبال الأبطال لدى عودته إلى إسطنبول بعدما انسحب من الملتقى الاقتصادي العالمي ب دافوس إثر مشادة كلامية مع الرئيس الإسرائيلي شيمون بيريز بسبب الهجوم الإسرائيلي على غزة (بي بي سي) - كوريا الشمالية تلغي كل الاتفاقات السياسية والعسكرية مع كوريا الجنوبية (بي بي سي) - زعيم المعارضة في زيمبابوي مورجان تسفانجراي يعلن أن حزبه سيكون جزءً من حكومة الوحدة الوطنية التي ستشكل الشهر القادم بالاشتراك مع الحزب الحاكم الذي يتزعمه الرئيس روبرت موجابي (بي بي سي) - عزل حاكم ولاية إلينوي بتهمة الفساد (بي بي سي) |     |       |      |      |
| 30 يناير 2009 (الجمعة) | عدل | تاريخ | راقب | تصفح |

| 30 يناير 2009 (الجمعة) | عدل | تاريخ | راقب | تصفح |

| \| 31 يناير 2009 (السبت) \| عدل \| تاريخ \| راقب \| تصفح \| |     |       |      |      |
| - العراقيون يدلون بأصواتهم في انتخابات مجالس المحافظات وأوباما يشيد بها ويعتبرها خطوة مهمة في طريق تولي العراقيين مسؤولياتهم في المستقبل ونوري المالكي يصف العملية الانتخابية بانها النصر لكل العراقيين ويعرب عن سعادته بالمشاركة الواسعة في الانتخابات (بي بي سي) - تكتم قبرصي حول باخرة يشتبه بنقلها أسلحة إيرانية لحركة حماس (بي بي سي) - البرلمان الصومالي ينتخب الشيخ شريف الشيخ أحمد رئيساً للصومال (بي بي سي) - انتخاب أول رئيس أسود للحزب الجمهوري الأمريكي (بي بي سي) |     |       |      |      |
| 31 يناير 2009 (السبت) | عدل | تاريخ | راقب | تصفح |

| 31 يناير 2009 (السبت) | عدل | تاريخ | راقب | تصفح |